# Perkal
Perkal (franc. percale), płótno bawełniane – rodzaj bawełnianej tkaniny o splocie płóciennym, dawniej sprowadzana z Indii Wschodnich, obecnie produkowane także w innych krajach świata. Nić wykorzystywana do produkcji tkaniny jest okrągła, a sama tkanina - gładka i bardzo ścisła. Stosuje się go przede wszystkim do produkcji pościeli, fartuchów oraz koszul. Przeważnie występuje w kolorze białym, choć może być również wzorzysty lub barwiony. Często perkalem nazywa się egipską bawełnę, ponieważ przy jej wytwarzaniu używa się ścisłego splotu. Produkty z perkalu są wysokiej jakości i zarazem przyjemne w dotyku. Cechują się również dużą trwałością.

## Właściwości
Perkal charakteryzuje się splotem ścisłym (posiada z reguły więcej niż 200 splotów na cal kwadratowy), w którym nitka przechodzi jedna pod drugą. Struktura tej tkaniny składa się więc z serii poziomych i pionowych nici. Jest ona wyraźnie mocniejsza w porównaniu z innymi materiałami, wykorzystywanymi przy produkcji pościeli. Perkal wytwarza się przede wszystkim z bawełny – w stosunku 100% lub jako mieszanka, np. z poliestrem czy jedwabiem, jednak im większa zawartość bawełny i liczba splotów, tym lepsza jakość i intensywniejszy efekt „świeżości” przy zetknięciu z tkaniną. Przy produkcji używa się zarówno przędzy zgrzebnej, jak i czesanej. Dzięki tym właściwościom perkal jest „naturalny” w dotyku, gładki, bez połysku, lekko sztywny, o średniej ciężkości. Jest również bardzo łatwy w czyszczeniu. 

## Etymologia i historia
Etymologia słowa perkal nie jest do końca znana. Uważa się, że może ono pochodzić z języka perskiego, francuskiego bądź hebrajskiego i w każdym z tych języków ma odmienne znaczenie. Po raz pierwszy słowa „perkal” użyto w wyroku sądowym w Dalmacji w 1322 roku. W XVII i XVIII w. perkal, początkowy tkany na krosnach, importowany był z Indii, następnie zaś rozpoczęto jego produkcję we Francji, gdzie od razu stał się popularny. Obecnie perkal uznaje się za tkaninę elegancką, a jego cena zależy od jakości włókna i gęstości splotu, przy czym za najbardziej luksusową jego odmianę uważa się bawełnę egipską.
Perkale różnobarwne i drukowane nazywane bywają perkalikami.